# Liebling der Götter (1960)
Liebling der Götter ist ein deutsches Filmdrama von Gottfried Reinhardt aus dem Jahr 1960. Es beruht lose auf der Biografie der Schauspielerin Renate Müller, die 1930 in dem gleichnamigen Film die weibliche Hauptrolle spielte.

## Handlung
Berlin 1931: Im Marmorhaus hat der Film Die Privatsekretärin Premiere, in der die junge Renate Müller ihre erste große Rolle übernommen hat. Die Presse wartet auf sie, doch sie ist zu nervös, um zu erscheinen. Sie versucht in einer Weinstube unweit des Kinos Mut zu fassen und lernt hier den Staatssekretär in der preußischen Regierung Dr. Hans Simon kennen. Er macht ihr Mut und beide gehen gemeinsam zur Premiere. Der Film wird ein großer Erfolg und Renate erhält in der Folge Aufträge für mehrere Filme. Sie trifft sich weiter mit Hans, in den sie sich verliebt. Ihr früherer Freund, Volker Hellberg, warnt sie vor ihm, er sei Jude und könnte zukünftig für sie zum Problem werden. Volker ist ein kleiner Buchhändler, will jedoch in München in die Politik einsteigen. Renate will ihn zunächst unterstützen, doch stößt sie seine radikale Ablehnung Hans’ ab, sodass sie sich von ihm trennt. Sie erkennt bald selbst, wie gefährdet Hans ist, wird er doch regelmäßig am Telefon als Jude beschimpft und mit dem Tod bedroht.
Renate stürzt sich in die Filmarbeit, auch wenn sie die politische Entwicklung nicht übersehen kann. Volker erscheint eines Abends verletzt in ihrer Garderobe. Er ist in eine Schlägerei geraten und will nun endgültig weg aus Berlin. Renate gibt ihm dafür Geld. Hans Simon wiederum muss immer öfter zu außerordentlichen Besprechungen mit seinen Kollegen, die den weiteren Umgang mit Adolf Hitler besprechen. Die sich zuspitzende politische Lage bringt auch für die Liebe von Hans und Renate Einschneidungen: Er verzichtet darauf, ihr einen Heiratsantrag zu machen. Renate kauft sich schließlich eine Villa neben seiner, um ihm nahe zu sein. Sie dreht gerade im Ausland, als die Nachricht verkündet wird, dass Hitler die Macht übernommen hat. Sofort reist Renate nach Berlin zurück und sucht Simon auf, der aus dem Amt gejagt wurde und Unterschlupf bei einem Freund gefunden hat. Sie verhilft ihm zur Flucht nach Prag, von wo aus er nach London emigriert. Da die Gestapo vermutet, dass sie Hans zur Flucht verholfen hat, wird sie verhört. Volker, der bei den neuen Machthabern einen Posten erhalten hat, rettet sie vor Unannehmlichkeiten: Er konnte Joseph Goebbels, der ein Anhänger ihrer Kunst ist, von der Freilassung Renates überzeugen. Ihre Freilassung ist verbunden mit der Auflage, dass sie in Deutschland bleibt und arbeitet.
Renate gibt einen Sanatoriumsaufenthalt in der Schweiz vor, reist jedoch nach London zu Hans, den sie von nun an monatlich heimlich besucht. Sie plant ihre Emigration und schafft große Mengen Bargeld in die Schweiz, wo sie eine Villa kauft. Gleichzeitig dreht sie unermüdlich Filme, lehnt jedoch die Mitwirkung an Propagandafilmen vehement ab. Volker Hellberg, der von Goebbels mit der Überwachung Renates betraut wurde, übernimmt Hans’ Villa. Er erfährt schließlich, dass Renate nicht nur regelmäßig in London ist, sondern auch 120.000 Mark in die Schweiz gebracht hat. Auf höchste Anweisung befragt er Renate in seiner Villa, konfisziert ihren Pass und zwingt sie, die Gelder per Anweisung zurück nach Deutschland zu transferieren. Zudem soll sie gezwungen werden, politische Filme zu drehen. Renate verfällt dem Alkohol und ist schließlich kaum mehr in der Lage, am Set vernünftig zu sprechen. Sie bricht schließlich zusammen und wird in eine Psychiatrie eingewiesen, wo sie zu Tode kommt. Hans hat von ihrem Klinikaufenthalt erfahren und reist heimlich nach Berlin, wo man ihm vom Tod Renates erzählt. Er nimmt aus der Ferne an ihrer Beisetzung teil, wo sie als „Reichstreue“ stilisiert wird und vor allem ihr letzter Film – ein Propagandafilm – als der ihrer Gesinnung am nächsten kommende bezeichnet wird. Volker Hellberg sieht Hans, als er sich vom Grab entfernt, geht jedoch wortlos an ihm vorbei.

## Produktionsnotizen
Die Rechte an einer Verfilmung von Renate Müllers Lebensgeschichte hatte sich Artur Brauner bereits 1957 von deren Erben – Mutter und Schwester – gesichert. Dabei verpflichtete sich Brauner vertraglich, die Person Renate Müller „nicht durch Entstellung der Wahrheit [zu] diffamier[en]“. Der Film enthält jedoch zahlreiche Szenen, die nicht der Wahrheit entsprechen. Die Erben reichten daher beim Westberliner Landgericht gegen die CCC-Film einen Antrag auf Erlass einer Einstweiligen Verfügung ein; so wurden unter anderem Alkoholismus der Hauptfigur und ihr Tod in der Psychiatrie, der als Selbstmord gedeutet werden konnte, als unwahr bezeichnet. Im März 1960 kam es schließlich zu einem Vergleich; so musste die CCC-Film unter anderem die „lose Verfilmung“ der Biografie deutlich hervorheben. Laut Filmvorspann behandelt das Werk daher „in freier Gestaltung das Leben und Sterben einer großen Künstlerin in unfreier Zeit“.
Liebling der Götter wurde von Februar bis März 1960 in den CCC-Studios Berlin-Spandau gedreht. Die Kostüme schuf Vera Mügge, die Filmbauten stammen von Fritz Maurischat und Paul Markwitz. Regieassistentin war Eva Ebner. Ruth Leuwerik singt im Film die Lieder Ich bin ja heut so glücklich und Ich brauche zum Leben die Liebe. Der Film feierte am 12. April 1960 im Münchner Gloria-Palast Premiere. Das ZDF zeigte den Film am 11. Januar 1969 erstmals im deutschen Fernsehen, 2011 erschien der Film auf DVD.

## Kritiken
Der film-dienst befand, dass Liebling der Götter versuche, „im Rahmen gepflegter Unterhaltung vom Gefühl her gegen die Bosheit der frühen Hitler-Zeit einzunehmen, wobei ihm dank guter Darsteller einige durchaus wirkungsvolle Szenen gelingen.“ Der Spiegel empfand den Film als „eine Art ‚Romeo und Julia im Dritten Reich‘“, in der vor allem „die gefühlvoll-tüchtige Trapp-Mutter des deutschen Films“, Ruth Leuwerik, in der Rolle der „lebenslustig kecken“ Renate Müller deplatziert wirke. Besonders die nachgespielten Filmszenen von Renate Müller durch Ruth Leuwerik seien „von vollendeter Peinlichkeit“. Der Evangelische Film-Beobachter gelangt zu der Schlussfolgerung, der Film stelle eine Schwarz-Weiß-Vereinfachung dar, die nur in rührenden Einzelheiten überzeuge.

## Auszeichnungen
Für ihre Darstellung in Liebling der Götter war Ruth Leuwerik 1960 für einen Deutschen Filmpreis in der Kategorie „Beste darstellerische Leistung – weibliche Hauptrolle“ nominiert.